# Photoplay Award/Populärster männlicher Star

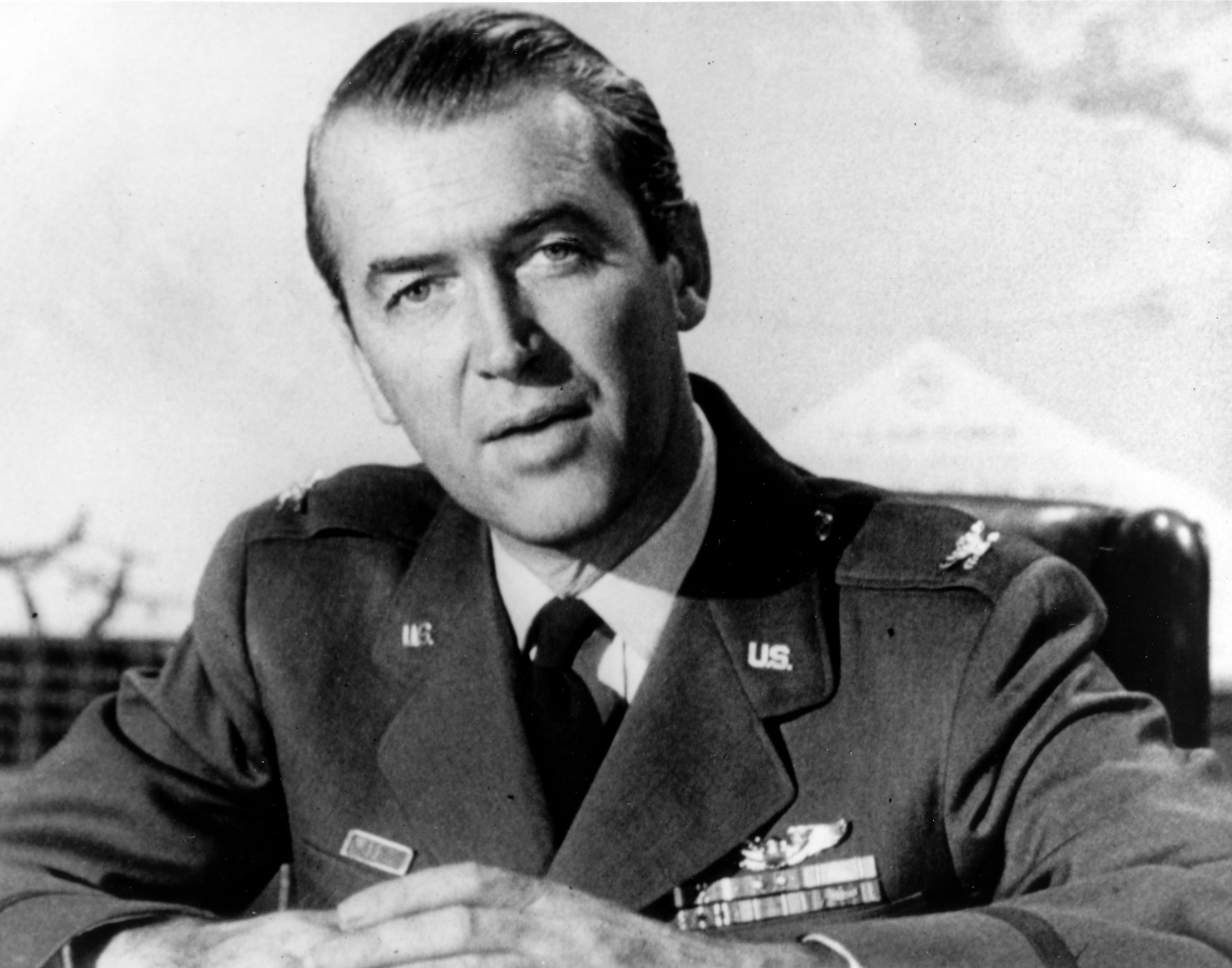
James Stewart, Sieger des Photoplay Awards 1949

Photoplay Award: Populärster männlicher Star (Most Popular Male Star)
Gewinner in der Kategorie Populärster männlicher Star (Most Popular Male Star) der Filmjahre 1944 bis 1968. Von der ersten Verleihung 1945 bis 1953 wurde der Gewinner durch eine Meinungsumfrage der Audience Research Inc. ermittelt. Später stimmten die Leser des Magazins Photoplay direkt über die Sieger ab, die bei einer Zeremonie in Los Angeles geehrt wurden.
Die im Folgenden genannten Jahreszahlen nennen die bewerteten Filmjahre. Die Verleihungen fanden jeweils im Folgejahr statt.
| Jahr | Preisträger          | Nationalität         |
| ---- | -------------------- | -------------------- |
| 1944 | Bing Crosby          | USA                  |
| 1945 | Bing Crosby          | USA                  |
| 1946 | Bing Crosby          | USA                  |
| 1947 | Bing Crosby          | USA                  |
| 1948 | Bing Crosby          | USA                  |
| 1949 | James Stewart        | USA                  |
| 1950 | John Wayne           | USA                  |
| 1951 | Mario Lanza          | USA                  |
| 1952 | Gary Cooper          | USA                  |
| 1953 | Alan Ladd            | USA                  |
| 1954 | William Holden       | USA                  |
| 1955 | William Holden       | USA                  |
| 1956 | Rock Hudson          | USA                  |
| 1957 | Rock Hudson          | USA                  |
| 1958 | Tony Curtis          | USA                  |
| 1959 | Rock Hudson          | USA                  |
| 1960 | Preis nicht vergeben | Preis nicht vergeben |
| 1961 | Troy Donahue         | USA                  |
| 1962 | Richard Chamberlain  | USA                  |
| 1963 | Richard Chamberlain  | USA                  |
| 1964 | Richard Chamberlain  | USA                  |
| 1965 | Robert Vaughn        | USA                  |
| 1966 | David Janssen        | USA                  |
| 1967 | Paul Newman          | USA                  |
| 1968 | Steve McQueen        | USA                  |